# Paul Malin
Paul Malin is een Brits voormalig motorcrosser.

## Carrière
Malin maakte zijn debuut in het Wereldkampioenschap motorcross in 1989 tijdens de GP van Groot-Brittannië in de 125cc-klasse. Malin reed tijdens zijn carrière voor Kawasaki en Yamaha. In 1995 was hij de eerste Britse rijder die zijn thuis-Grand Prix wist te winnen, opnieuw in de 125cc-klasse. Ook was Malin lid van de Britse ploeg die in 1994 de Motorcross der Naties won, de eerste keer voor Groot-Brittannië sinds 1967. Hierbij verbroken ze de zegetocht van de Verenigde Staten die sinds 1981 alle edities wisten te winnen.
Tegenwoordig is Malin commentator tijdens de uitzendingen van het Wereldkampioenschap Motorcross.

## Palmares
- 1994: Winnaar Motorcross der Naties